# A Head Full of Dreams (노래)
〈A Head Full of Dreams〉는 영국의 록 밴드 콜드플레이의 곡이다. 동명의 음반에 수록된 첫 트랙이자 네 번째 싱글이다.

## 배경
이 곡은 밴드가 2014년 일곱 번째 스튜디오 음반 세션 동안 잉글랜드 북런던에 있는 그들의 특별 제작 스튜디오인 베이커리 앤 비하이브에서 녹음되었는데, 이 두 곡은 원래 그들의 이전 세 장의 스튜디오 음반 작업을 위해 제작되었다.
이 노래는 "멀리 울려 퍼지는 종소리, 합성 춤 맥박, 복잡하게 뒤엉켜 있는 드럼 세트, 높고 짧은 멜로디를 반복적으로 그리고 있다"고 말했다.

## 뮤직 비디오
이 곡의 뮤직 비디오는 2016년 8월 19일에 공개되었다. 이 필름은 제임스 마커스 하니가 감독을 맡았고 2016년 4월 멕시코시티에서 이 밴드가 투어 공연을 할 때 촬영되었다. 이 비디오는 이 밴드가 멕시코시티의 거리를 자전거로 돌면서 포로 솔에서 이 노래를 부르는 모습을 보여준다. 이 비디오의 시작 부분에는 1940년 영화 《위대한 독재자》의 찰리 채플린의 연설 내용이 담겨 있다.